# Irmgard Kotte-Weidauer
Camilla Irmgard Kotte-Weidauer (* 7. März 1907 in Dresden; † 17. Februar 1992 in Marienberg) war eine deutsche Glasgestalterin.

## Leben und Werk
Irmgard Kotte absolvierte eine Ausbildung an der Fachschule für Glasindustrie Zwiesel und studierte bis 1930 an der Staatlichen Akademie für Kunstgewerbe Dresden. Danach arbeitete sie in ihrer Werkstatt in Dresden als freiberufliche Glasgestalterin. Das Adressbuch verzeichnet sie ab 1935 mit William Schneider als Inhaberin des Geschäfts Kotte und Schneider, Moiréglas, in der Ammonstraße 40, später (u. a. 1943) in der Münzmeisterstraße 16.
Irmgard Kotte nahm wiederholt an Grassi-Messen in Leipzig teil, die als „Treffpunkt der Moderne“ berühmt waren.
In der DDR war Irmgard Kotte-Weidauer neben Ilse Decho und Ilse Scharge-Nebel die wichtigste Glaskünstlerin. Sie gehörte dem Verband Bildender Künstler der DDR an und hatte Ausstellungen im In- und Ausland. Von ihr entworfene Gläser wurden vor allem im Glaswerk Rietschen gefertigt.
Arbeiten Irmgard Kotte-Weidauers befinden sich u. a. im Kunstgewerbemuseum Dresden, im Landesmuseum Württemberg, Stuttgart, im Schlossmuseum Arnstadt, in der Kunstsammlung der Veste Coburg, im Museum für Glaskunst Lauscha und im Grassimuseum Leipzig.

## Ausstellungen (unvollständig)

### Einzelausstellungen
- 1957: Görlitz, Kunstsammlungen der Stadt Görlitz („Neue Gläser“)

### Ausstellungsbeteiligungen
- 1958/58 und 1967/68: Dresden, Vierte und VI. Deutsche Kunstausstellung
- 1960: Berlin, Pavillon der Kunst („Frauenschaffen und Frauengestalten in der bildenden Kunst. 50 Jahre Internationaler Frauentag“)
- 1968: Pillnitz, Schloss Pillnitz („Industrieform und Kunsthandwerk“)
- 1972, 1974 und 1979: Dresden, Bezirkskunstausstellungen
- 1977: Leipzig, Museum für Kunsthandwerk („Glaskunst in der DDR“)

## Weblink
- Werke von Irmgard Kotte im Bildindex der Kunst und Architektur